# Liam Cooper
Liam David Ian Cooper (født 30. august 1991) er en britisk professionel fodboldspiller, som spiller for Parva Liga-klubben CSKA Sofia og Skotlands landshold.

## Klubkarriere

### Hull City
Cooper begyndte sin karriere med Hull City, hvor han gjorde sin professionelle debut den 26. august 2008.
Det lykkedes dog ikke Cooper at bryde igennem til Hulls førstehold, og han tilbragte majoritetens af hans tid i klubben udlånt til hold i de lavere rækker.

### Chesterfield
Cooper skiftede i november 2012 til Chesterfield på en lejeaftale. Efter at have imponeret på lån, blev aftalen gjort fast i januar 2013. Han var i 2013-14 sæsonen med til at sikre oprykning til League One, og han blev valgt til årets hold i League Two på sæsonen.

### Leeds United
Cooper fortsatte sit gode spil, og efter at have imponeret i en venskabskamp imod Leeds United, valgte Leeds at hente ham. Cooper skiftede officielt den 13. august 2014. Han etablerede sig hurtigt som en vigtig del af holdet, og trods konkurrence med andre forsvarspiller som Sol Bamba og Pontus Jansson, så spillede Cooper mere end 100 kampe i sin første 4 sæsoner i klubben.
Efter at Liam Bridcutt forlod i 2017, blev Cooper gjort til holdets nye anfører.
Cooper blev i 2018-19 sæsonen valgt til årets hold i Championship. Cooper ledte i 2019-20 sæsonen Leeds til oprykning til Premier League efter 16 år i Championship.
Da Cooper spillede sin første Premier League kamp for Leeds, satte han en rekord for længst tid gået mellem en spiller havde spillet i to Premier League kampe. Sidste gang Cooper havde spillet i en PL-kamp var med Hull City i september 2009, så der var dermed gået 10 år og 359 dage i mellemtiden.
Han spillede i september 2020 sin kamp nummer 200 for klubben.
Efter 10 år med klubben, blev det i september 2024 annonceret, at Cooper forlod klubben efter hans kontrakt var udløbet. Han opnåede at spillede 284 kampe for klubben.

### CSKA Sofia
Cooper skiftede i september 2024 til bulgariske CSKA Sofia.

## Landsholdskarriere
Cooper er født i England. Han kunne også vælge at repræsentere Skotland, da hans bedstefar på hans fars side kommer fra Skotland.

### Ungdomslandshold
Cooper har repræsenteret Skotland på U/17- og U/19-niveau.

### Seniorlandshold
Cooper debuterede for Skotland den 6. september 2019.

## Titler
Chesterfield
- Football League Two: 1 (2013–14)

Leeds United
- EFL Championship: 1 (2019–20)

Individuelle
- PFA Team of the Year League Two: 1 (2013–14)
- PFA Team of the Year Championship, 2 (2018-19, 2019-20)
- EFL  Championship Team of the Season: 1 (2018–19)